# Avenida de Villajoyosa
La avenida de Villajoyosa, popularmente conocida como la carretera de la Cantera, es una larga avenida costera de la ciudad española de Alicante.

## Descripción
La avenida se prolonga en dirección suroeste-noreste desde el scalextric del Postiguet hasta la rotonda de la Isleta, en el barrio de la Albufereta. Con 2,75 km de longitud, la avenida discurre encajonada entre la costa y la Sierra Grossa y conecta el centro de Alicante con las playas del norte del término municipal. En el margen litoral, un largo paseo peatonal con tres miradores recorre la avenida.

## Transportes
Se trata de una carretera de dos carriles por sentido separados por una mediana. El límite de velocidad, de 50 km/h, está controlado mediante radar.
Por la avenida circulan las líneas 21, 22, 21N, 22N de autobús  (TAM). Dan a esta avenida las paradas de Sangueta y La Isleta del TRAM Metropolitano de Alicante, que circula en paralelo aunque a diferentes alturas.